# SHUFFLE! Episode2
《SHUFFLE! Episode2》是Navel在2020年5月29日發售的戀愛冒險類型成人遊戲，《SHUFFLE!》的續作。2023年3月10日發售中文版。

## 故事
在神族、魔族和人類快樂地和平共處的世界中，原本與安場琥珀一起住在金剛鎮的公寓大樓中過著平穩生活的相生賴斗。直到有一天賴斗遇到神界公主莉西亞與魔界公主萘麗雅，兩人也成為他的鄰居和同學。由於兩位公主的到來讓使賴斗的生活開始不平靜起來。

## 角色

### 主要角色
相生賴斗
本作的男主角。國立巴貝納學園2年A班的學生。
莉西亞（聲優：崇井愁）
身高：158cm，三圍：86/57/83，生日：10月1日
神界的公主。
萘麗雅（聲優：花園めい）
身高：162cm，三圍：78/58/85，生日：4月27日
魔界的公主，本名「カーネリアン」，リシア的親友。
木下雲母（聲優：籐野蘭）
身高：157cm，三圍：83/56/85，生日：4月28日
賴斗的學妹。就讀1年C班。演劇社的社員。
安場琥珀（聲優：上原葵）
身高：164cm，三圍：90/59/85，生日：11月7日
賴斗的表姊兼學姊，演劇社的社長。
莉慕斯（聲優：遥空）
身高：145cm，三圍：76/54/79
身份不明的少女，本名「リムストン」。

### 其他角色
普莉姆拉（聲優：北都南）
前作的女主角之一，神界與魔界共同開發的人工生命體。
坤賽特（聲優：十利須我里）
現任的神王。
加爾賽多尼（聲優：一之瀬昴）
現任的魔王。
神保虎次郎（聲優：寺竹順）
賴斗的同學兼親友，現任的學生會會長。
希托林（聲優：水卜光）
雲母的魔族同學。
麻梨奧布修絲（聲優：森谷実園）
賴斗的同學，神族和人類的混血兒。
石竹瑪瑙（聲優：五行薺）
賴斗的班級老師。
芙洛拉（聲優：咲野奏）
服侍神族王室的神族女僕。
亞雷克斯（聲優：朝野光）
服侍魔族王室的魔族管家。
木下 マイカ
雲母的妹妹。

## 主題曲
片頭曲「CONNECT」
作詞：西又葵，作曲、編曲：，主唱：美郷あき
片尾曲
作詞：西又葵，作曲、編曲：，主唱：YURIA

## 評價
《SHUFFLE! Episode2》在萌系遊戲大賞2020中獲得的角色設計獎金獎。

## 外部連結
- 官方網站 （页面存档备份，存于）（日語）
- 中文版官方网站 （页面存档备份，存于）（简体中文）